# Dorothee Wieser
Dorothee Wieser (* 1975) ist eine deutsche Fachdidaktikerin. Sie war von 2014 bis 2024 Lehrstuhlinhaberin der Professur für Neueste deutsche Literatur und Didaktik der deutschen Sprache und Literatur an der TU Dresden sowie seit 2015 zudem Direktorin des Instituts für Germanistik. Seit 2024 ist sie Professorin für Didaktik der deutschen Literatur an der Humboldt-Universität zu Berlin.

## Biografie
Zwischen 1994 und 2000 studierte Wieser Germanistik und Biologie in Jena, Urbino und Göttingen und machte zwischen 2001 und 2003 das Referendariat. Zwischen 2003 und 2011
war sie als wissenschaftliche Mitarbeiterin in der Fachdidaktik Deutsch der TU Berlin tätig und wurde bei Heidi Rösch mit einer Arbeit zu Vorstellungen und Orientierungen von Deutschreferendaren im Bereich des Literaturunterrichts promoviert.
Zwischen 2011 und 2014 war sie Gastprofessorin an der HU Berlin (Vertretung der Professur für Neuere deutsche Literatur / Fachdidaktik Deutsch).
Von April 2014 bis 2024 war sie Professorin an der TU Dresden und Lehrstuhlinhaberin der Professur für Neueste deutsche Literatur und Didaktik der deutschen Sprache und Literatur. Seit Oktober 2015 ist sie zudem Direktorin des Instituts für Germanistik an der TU Dresden.
Seit Oktober 2024 ist sie Professorin für Didaktik der deutschen Literatur an der Humboldt-Universität zu Berlin.

## Forschungsgebiete
Wiesers Forschungsgebiete umfassen Methodologie, empirische Unterrichts-/Kognitionsforschung, die Theorie der Literatur und der Literaturvermittlung, Grundfragen der Textanalyse und Textrezeption, die Entwicklung von Textkompetenz sowie Literaturgeschichte und ihre Vermittlung.

## Preise
2012 erhielt Wieser den Förderpreis Deutschdidaktik des Symposions Deutschdidaktik sowie den Preis für gute Lehre der Philosophischen Fakultät II der Humboldt-Universität zu Berlin (gemeinsam mit Kristin Schulz).